# Vladimír Karfík
Vladimír Karfík (26. října 1901 Idrija, Rakousko-Uhersko, dnes Slovinsko – 6. června 1996 Brno) byl československý architekt a vysokoškolský pedagog. V letech 1919–1924 studoval na Fakultě architektury a pozemního stavitelství ČVUT v Praze, s podporou Masarykovy akademie práce absolvoval 1925–1926 studijní praxi u Le Corbusiera v Paříži a 1928–1929 praxi u Franka Lloyda Wrighta v jeho studiu Taliesin. V letech 1930–1946 byl vedoucí projekčního oddělení firmy Baťa ve Zlíně.
Patřil k výrazným postavám na poli české a slovenské moderní architektury 20. století. Je zároveň osobností kontroverzní – v socialistickém Československu patřil k prominentním osobnostem, roku 1956 byl vyznamenán Státní cenou a jako architekt působil zejména v oboru teorie architektury jako profesor na SVŠT v Bratislavě.

## Život

### Dětství
Vladimír Karfík se narodil ve Slovinské Idriji v rodině českého závodního lékaře Františka Karfíka, který léčil choroby z povolání a úrazy pracovníků tamějších rtuťových dolů, a jeho manželky Hermíny (rod. Gemperlové) jako nejstarší z třech sourozenců (bratr Václav (* 1904) se stal profesorem Lékařské fakulty UK v Praze, sestra Jarmila (* 1903) byla právničkou). V roce 1904 se rodina přestěhovala do Prahy.

### Meziválečná doba

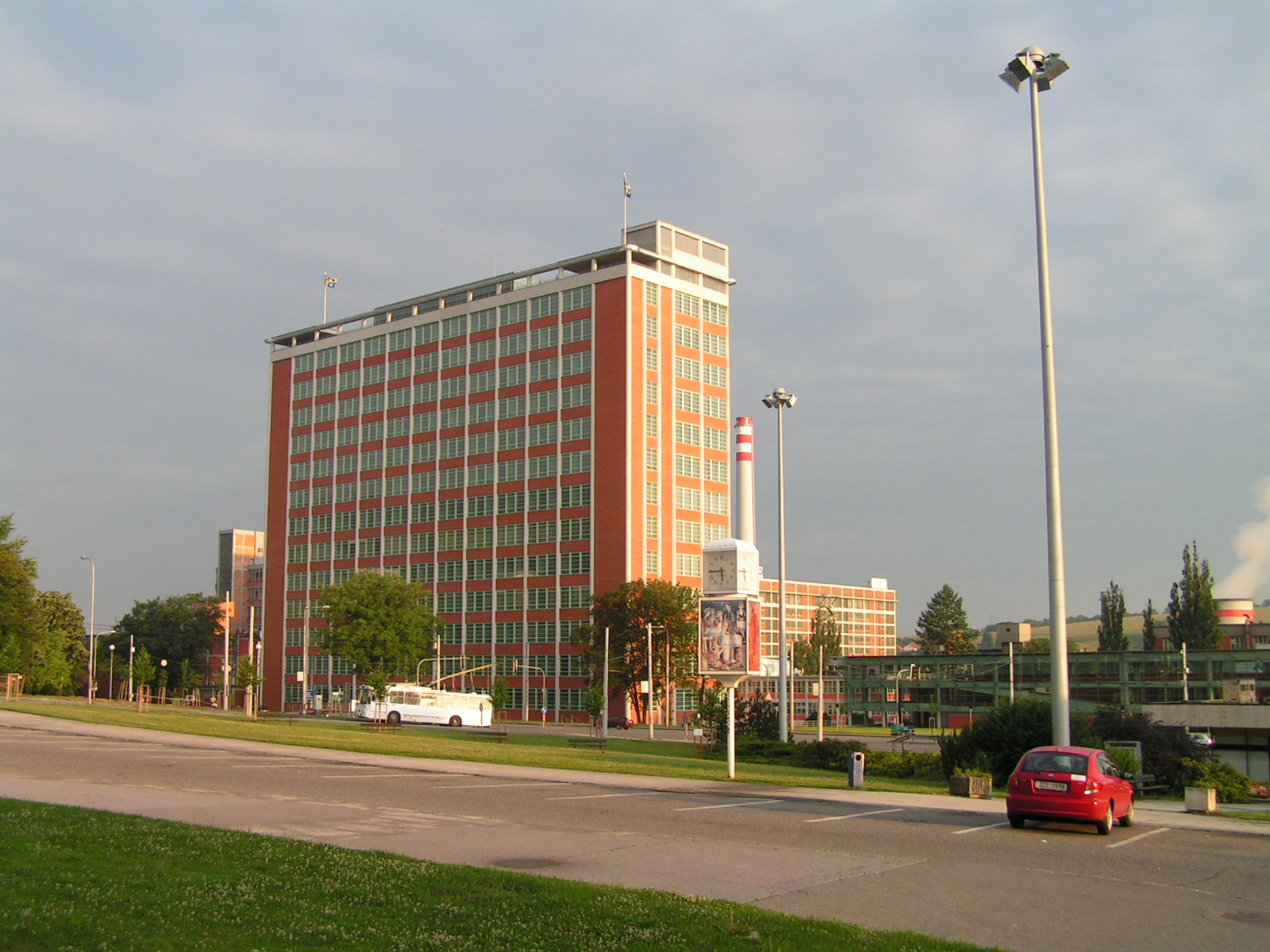
Baťův mrakodrap, Zlín, 1938

Počátky jeho profesní dráhy sahají do 20. let 20. století, kdy se jako čerstvý absolvent architektury uplatnil s podporou Masarykovy akademie práce jako kreslič u Le Corbusiera v Paříži, zde se také osobně setkal s architektem Adolfem Loosem a poté delší dobu působil v ateliéru významného průkopníka moderní architektury v USA Franka Lloyda Wrighta. Právě při pobytu v Americe jej poprvé oslovil a později ve svých zlínských ateliérech zaměstnal Tomáš Baťa, který již tehdy rozpoznal jeho nadání a cenil si zejména jeho americké zkušenosti. Právě ve Zlíně (ale i jinde ve světě) jako zaměstnanec firmy Baťa pak v průběhu 30. let realizoval celou řadu velmi progresivních a účelně navržených staveb. Mezi ně patří například Baťův mrakodrap, Společenský dům (dnes Hotel Zlín), firemní obchodní domy v Brně, Bratislavě, Amsterdamu, Borově v Chorvatsku a Liberci. Navrhl také evangelický kostel ve Zlíně nebo římskokatolický kostel v Bratislavě a Partizánském, tehdejších Baťovanech.

### Poválečná doba
Po druhé světové válce se podobně jako řada jiných specialistů zaměstnaných v Baťových závodech snažil postavit svou další profesní dráhu na jiných základech. Dokázal využít svých minulých zkušeností a zúročil je ve svých teoretických textech s tematikou konstrukce administrativních budov.

### Vztah k rodině Baťů

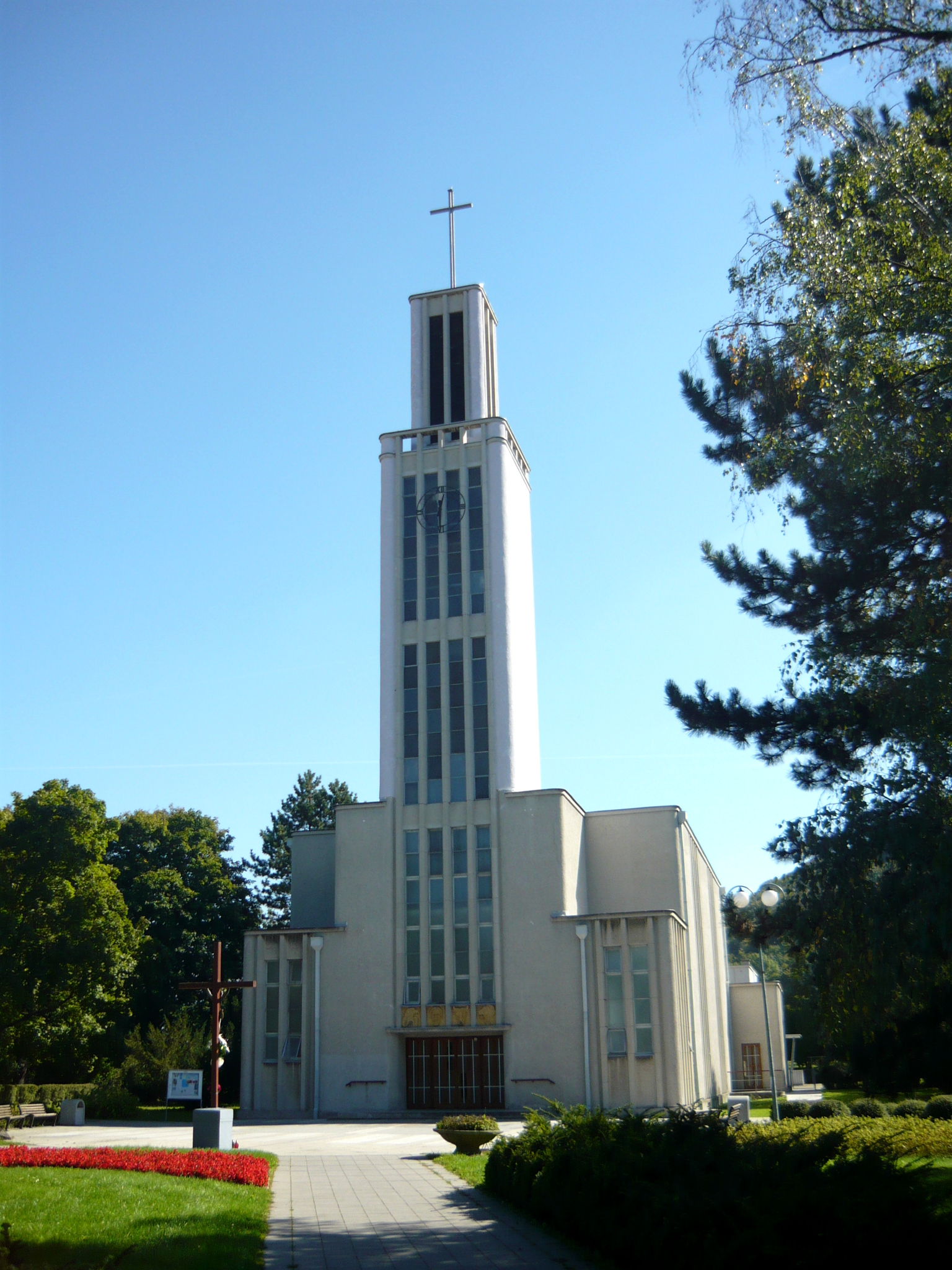
Kostel Božského srdce Ježíšova ve městě Partizánske (Slovensko)

Ke svému působení v Baťových závodech se přímo vracel zřejmě pouze při sepisování svých vlastních pamětí ve slovenštině, které však vyšly paradoxně až po Sametové revoluci roku 1993 nákladem Spolku architektov Slovenska. 

### Ocenění
- Státní cena Klementa Gottwalda (1956)
- Cena Dušana Jurkoviče (1974)
- Medaile ČVUT v Praze
- Medaile Za zásluhy I. stupeň (14.05.1992)[1]